# Гленн Гисен
Гленн Гисéн (швед. Glenn Hysén; нар. 30 жовтня 1959, Гетеборг, Швеція) — шведський футболіст, що грав на позиції захисника. По завершенні ігрової кар'єри — тренер. Визнавався найкращим шведським футболістом року в 1983 та 1988 роках.

## Клубна кар'єра
Народився 30 жовтня 1959 року в місті Гетеборг. Вихованець футбольної школи клубу «Варта». Дорослу футбольну кар'єру розпочав 1977 року в основній команді того ж клубу, в якій провів один сезон, взявши участь лише у 9 матчах чемпіонату.
Своєю грою за цю команду привернув увагу представників тренерського штабу клубу «Гетеборг», до складу якого приєднався 1978 року. Відіграв за команду з Гетеборга наступні п'ять сезонів своєї ігрової кар'єри. Більшість часу, проведеного у складі «Гетеборга», був основним гравцем захисту команди.

Гленн Гисен під час виступів за «Фіорентіну». 1987 рік

1983 року уклав контракт з нідерландським ПСВ, у складі якого провів наступні два роки своєї кар'єри гравця. Граючи у складі ПСВ також здебільшого виходив на поле в основному складі команди.
Протягом 1985–1987 років знову захищав кольори команди клубу «Гетеборг».
З 1987 року два сезони захищав кольори команди клубу «Фіорентина». Тренерським штабом нового клубу також розглядався як гравець «основи».
З 1989 року три сезони захищав кольори англійського «Ліверпуля». За цей час виборов титул чемпіона Англії.
Завершив професійну ігрову кар'єру на батьківщині, у клубі ГАІС, за команду якого виступав протягом 1992–1994 років.

## Виступи за збірну
1981 року дебютував в офіційних матчах у складі національної збірної Швеції. Протягом кар'єри у національній команді, яка тривала 10 років, провів у формі головної команди країни 68 матчів, забивши 6 голів.
У складі збірної був учасником чемпіонату світу 1990 року в Італії, на якому був капітаном збірної.

## Кар'єра тренера
Розпочав тренерську кар'єру, повернувшись до футболу після невеликої перерви, 2002 року, очоливши тренерський штаб клубу нижчолігової шведської «Торсланди».
З 2010 року очолює тренерський штаб команди клубу «Утсіктенс».

## Титули та досягнення

### Командні
- Чемпіон Швеції (3):

«Гетеборг»: 1982, 1983, 1987
- Володар Кубка Швеції (2):

«Гетеборг»: 1982, 1983
- Володар Кубка УЄФА (2):

«Гетеборг»: 1982, 1987
- Чемпіон Англії (1):

«Ліверпуль»: 1989-90
- Володар Суперкубка Англії (2):

«Ліверпуль»: 1989, 1990

### Особисті
- Найкращий шведський футболіст року (2):

1983, 1988